# Antrocarcininae
De Antrocarcininae zijn een onderfamilie van krabben (Brachyura) uit de familie Xanthidae.

## Geslachten
De Antrocarcininae omvatten de volgende geslachten:
- Antrocarcinus Ng & D. G. B. Chia, 1994
- Cyrtocarcinus Ng & D. G. B. Chia, 1994
- Glyptocarcinus Takeda, 1973